# 胡佛總統號
胡佛總統號（英語：SS President Hoover）是一艘由美国总统轮船公司建造的遠洋定期船。它於1930年完工，提供美國和遠東地區之間的跨太平洋服務。
1937年，它因天候不佳期間在臺灣附近的火燒島（綠島）外海擱淺。
其姊妹船名為柯立芝總統號，該艦於1931年完工，於1941年成為一艘軍艦，後在1942年因試圖進入聖靈島時因觸雷而沈沒。

## 歷史

### 製作
美国总统轮船公司於1929年10月26日訂購了兩艘遠洋定期船，此後兩艘船隻隨後選定於位於弗吉尼亚州紐波特紐斯的紐波特紐斯造船公司建造，並分別1930年和1931年完成，它們是當時美國所建造最大的商船。其中第一夫人卢·亨利·胡佛則在1930年12月9日，將第一艘完工的商船命名為「胡佛總統號」。 
胡佛總統號設有一台渦輪電動變速器，並藉由一對台蒸汽渦輪發電機產生電流，為雙螺旋槳軸上的推進電機提供動力。當時，西屋电气為柯立芝總統號製造渦輪發電機和推進電機，然而胡佛總統號的發電機則是由通用电气負責製造。 12台由巴布柯克-威爾科斯公司製造的高壓鍋爐，則為胡佛總統號的渦輪發電機提供蒸汽。該電力推進電機在133時將會產生26,500軸的馬力轉速。
完工後，胡佛總統號的住處設有空調，每間乘客艙房間設一部電話，方便乘客向服務人員提供服務。此外，甲板上設有游泳池、體育館、舞池和奧的斯電梯公司製作的電梯提供給予乘客使用。船艙裝飾採用當代藝術裝飾風格，頭等艙休息室的裝飾則設有紐約藝術家弗蘭克·伯格曼 (Frank Bergman)的壁畫。
1931年8月6日，即胡佛總統下水前三天，美国总统轮船公司創立者羅伯特·多拉親自參觀了胡佛總統號，並宣稱「這艘船是一個奇蹟」。

### 跨太平洋航線
船隻完工後，胡佛總統和柯立芝總統負責跨太平洋航線，提供乘客從旧金山和馬尼拉之間，途經日本和中國之間的遠洋服務。其中美國郵政署資助它們運送郵件，以幫助美国总统轮船公司營運這兩艘船以獲得盈利。期間曾載運不少知名人士，包括道格拉斯·麦克阿瑟與其家人、吳健雄
等人。
然而，隨著九一八事變、1933年長城戰役以及1937年中國抗日戰爭的爆發，導致跨太平洋航線的經營進入了困難狀態。

### 長江襲擊
1937年8月，上海戰役爆發後，胡佛總統號被調離香港，安排協助美國僑民從上海撤離的協助任務。8月30日，班輪停泊在長江，等待清關進入吴淞江到達上海港時，儘管該船隻設有一個9.1公尺的美國國旗掛在艦橋後的頂層甲板，向飛機識別自己是中立的美國艦船，然而，中華民國空軍卻將其將誤認為外觀相似的日本運兵船淺間丸，並隨即下達進行了攻擊任務。
當時，空軍發射的一枚炸彈擊中了胡佛總統號的頂層甲板，炸死了食堂的一名船員。另一枚炸彈的碎片則穿透主船艙，造成六名船艙人員和兩名乘客受傷。胡佛總統號的一名無線電官員隨即發出求救信號，稱中國飛機正在攻擊船隻。 
儘管隨後大日本帝國海軍和英國皇家海軍都到場協助，但胡佛總統號在此襲擊事件中僅需醫療幫助。船體中並無大致損傷，但最後該船隻前往上海的救援任務被迫中止，並因此返回舊金山進行維修。此次事件中，國民政府最終賠償10萬美金，並將6名肇事飛行員收監。
中國國家軍事委員會主席蔣介石曾經接見過羅伯特·多拉，根據報導，蔣介石對自己軍隊的飛機襲擊了其已故朋友的船隻感到憤怒。並威脅要處決對此事件負責的軍官，直到他發現該事件的負責任人則為首席空軍顧問克萊爾·李·陳納德。顧慮到妻子宋美齡僅在兩個月前僱用了他，蔣介石此後心軟了，不久之後，蔣介石向陳納德支付了約10,000美元的獎金。

## 擱淺火燒島
在舊金山短暫維修後，胡佛總統號於1937年11月22日再次從舊金山出發，前往神戶市和馬尼拉。當時船上僅載了約半數以上的人員，只有503名乘客搭乘船隻。在航行期間，美国总统轮船公司管理層曾向胡佛總統號的船找喬治·W·亞德利（George W Yardley）發出信號：「您必須前往馬尼拉，絕對緊急，您必須在12月12日早上6點之前到達，盡一切可能的速度。」
因此，胡佛總統號在此次航線避開了香港、上海和臺灣海峽，以避開戰況激烈中日戰區。相反，胡佛總統號則從沿著臺灣東海岸海域走上一條陌生路線，由於當時日本政府已關閉台灣的燈塔，因此胡佛總統號在此次的航程中，僅能靠推算航法航行。然而，伴隨著強烈的東北季風使船隻難以準確計算航向，同時因濃霧的緣故，從而導致船隻周圍的能見度極差。
12月11日清晨1時，胡佛總統號在距臺東市約18海裡（33公里）的火燒島（綠島）西北岬，約中寮灣沿岸約500公尺海域處觸礁，船艙部分被撕開，並向左舷傾斜。大約清晨2時，胡佛總統號發射了信號槍，奇無線電官員同時發出了求救信號。 漢堡-美洲航運公司的貨船D/S Preußen在收到了求救訊號後，並在黎明時分抵達綠島海域，然而因處於淺水海域，使得該船無法接近胡佛總統號提供幫助。
最初，亞德利船長和船員們試圖將貨物和燃料油拋到船外，希望能減輕胡佛總統號的重量，讓船維持飄浮狀態。但是強勁的東北季風和大浪，反而更將她推上綠島海岸。最終船隻在距離柴口岸上100公尺處擱淺。
事務長部門的一名成員尤金·盧克斯（Eugene Lukes）曾回憶道：
|  | 當然馬上就拉警報了，我們立即通知所有的旅客，讓每個人都上了甲板，當時海浪不停的拍擊船邊，四周一片漆黑。我們很快就可以看到海看到岸上有些閃爍的燈光，是那種手提的小油燈，顯然我們吵醒了當地居民。隨著天色漸漸亮了起來，我們才看到船底已經被撕裂，大量洩漏的油料浮在海面，也污染周圍海灘。沒有退路的我們最後不得不讓乘客上岸。並放下了救生艇。 |

當時，中寮的一些村民在夜間看到胡佛總統號的信號彈，誤以為戰爭爆發的居民則紛紛逃到草山（現牛頭山）、觀音洞躲避。隨著黎明的到來，村民們在看見擱淺在柴口岸邊的郵輪後，乘坐漁船出海協助搶救。

### 救援
為了準備疏散乘客。胡佛總統號的船員將一根鋼絲繩放在岸上，並使用船上的絞纜機將其拉緊掛在水面上。在每艘救生艇上，派出兩名船員戴著厚手套抓住纜繩，由船頭和船尾各一名操控以引導救生艇從到達岸上。不過，一些乘客聲稱胡佛總統的船員缺乏經驗，當他們試圖將電纜拉上岸準備撤離時，他們不小心讓兩艘救生艇因而傾覆。
大約下午1點退潮時，亞德利船長下令疏散乘客。胡佛總統的船員放下了她的救生艇，中寮的村民們駕駛機動漁船接近船隻，協助乘客上岸。救生艇沿著電纜從船到岸每次旅行大約需要15分鐘的時間。由於水面油，起初部分女乘客因客不願踩到污油不願搭乘救生艇，最終則被船員抬著上岸。大約下午3時，日本第四艦隊所屬旗艦妙高级重巡洋舰足柄號和睦月型驅逐艦抵達事故現場，負責監視和保護胡佛總統號的狀況。當最後一名乘客被帶上岸後，救援行動總計約花了36個小時之久。

此次事件中被沒有人喪生，由於12月的寒冷氣候，使得部分乘客體溫過低，並接受船上醫生的治療。所有人不得不步行到約3公里遠的中寮村。被安置在村學校及村民家中休息。
據《時代雜誌》報導，當一些乘客被帶上岸時，胡佛總統號上一些不守規矩的船員，闖進船上的酒吧狂飲而喝醉，根據華盛頓特區的傳教士官員克勞德·康拉德博士的說法：
|  | 有部分船員進入營地時，因喝醉的影響而喪失了行動能力和濫用職權。有部分處於相同狀態的軍官失去了控制，許多喝醉的船員在夜間的大部分時間裡都在恐嚇乘客和當地人。然而，當喝酒過後的船員開始尋找睡在岸邊零散房屋中的女乘客時，一些軍官和其他乘客組成了一個自衛隊來保護自己。一些乘客說，如果日本警察早一點讓胡佛輪的官員帶槍上岸，就不會有這些騷擾事件。 |

其他目擊者則報告，一些乘客當時也喝醉了。

### 乘客遣返
在得知胡佛總統號的遇難狀況後，美國海軍派出了兩艘克萊門森級驅逐艦協助：來自馬尼拉的奧爾登號和蘇比克灣海軍基地的巴克號。然而因天候惡劣，兩艘艦船僅以12節（22 公里/小時）的速度行駛，直到事發第二天（12月12日）12時45分時才到達事發現場。來自足柄號的日本軍官登上奧爾登號，許可兩艘美國軍艦進入日本領海。奧爾登號則派出一支由兩名軍官和15名士兵組成的隊伍登上胡佛總統號，以保護船上的保險庫，包括掛號郵件和其他貴重物品，兩艘驅逐艦都派登陸小隊上岸協助所有的人員。
12月12日約15時，一艘日本貨船鳥山丸抵達火燒島，為倖存者運送食物和其他必需品。 12月13日，美國郵政的 麥金來總統號抵達火燒島，並在第二天載著700位旅客和船員駛往馬尼拉。
12月14日上午，奧爾登號和巴克號收到兩天前，日本飛機在南京附近的長江擊沉了美國砲艇帕奈号的消息。因此兩艘戰艦小心翼翼地準備4 英寸/50口徑火砲準備彈藥架，保持待命狀態。後在日方配合的態度後，緊張的情勢才被化解。麥金萊總統號隨後啟程前往馬尼拉，並留下胡佛總統號的統艙乘客、軍官和其餘船員。
12月15日，皮爾斯總統號到達火燒島，並接運剩下的統艙乘客、軍官和其餘船員，於12月16日離開火燒島。此後，奧爾登號一直留守胡佛總統號的殘骸到12月23日，最終交由日本當局看管。

## 下場及遺產

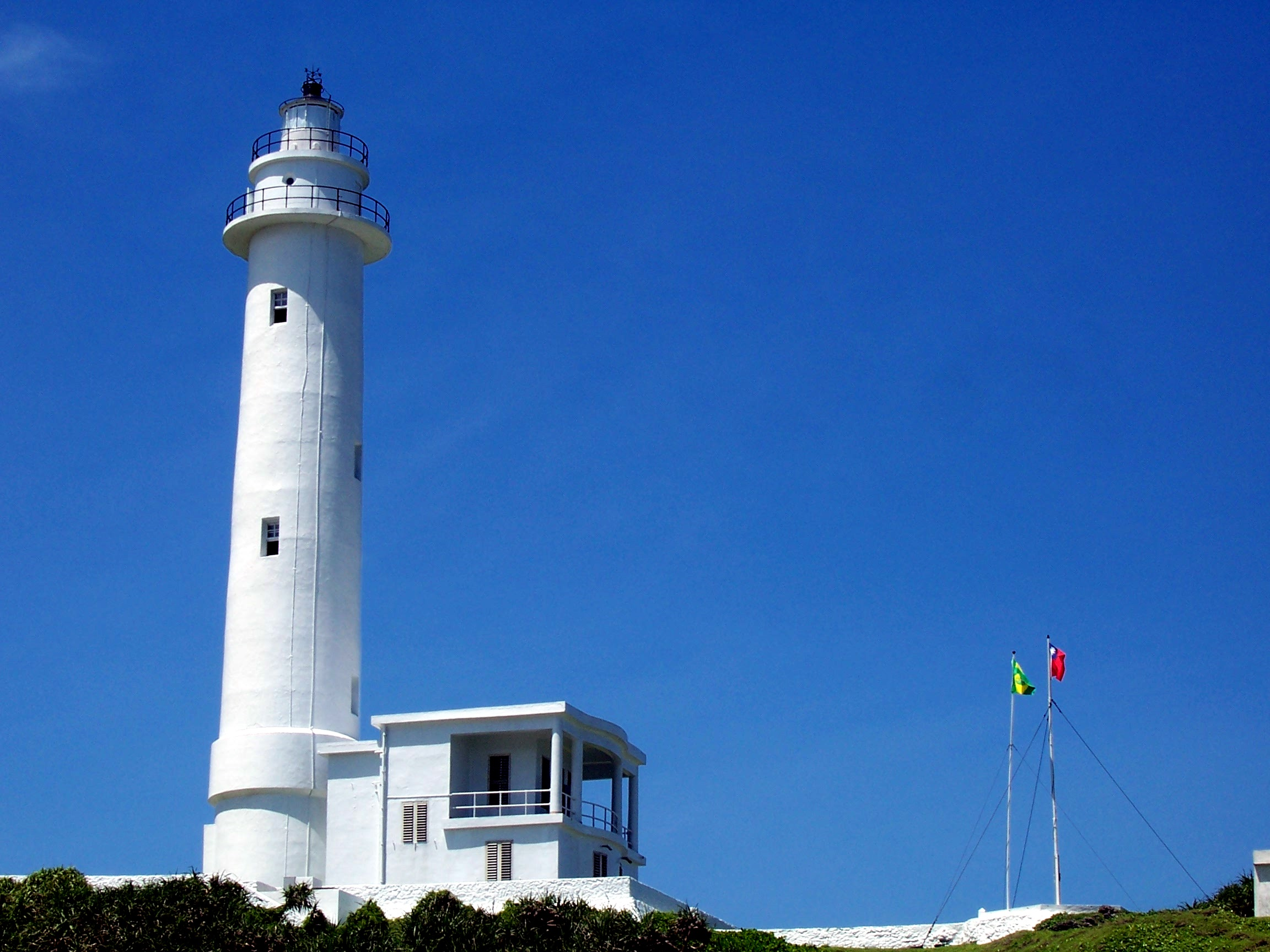
綠島燈塔

儘管曾有嘗試將胡佛總統號保存的方法，但最後幾乎都失敗告終。1938年2月，麥金萊總統號輪載一批中國勞返回火燒島，試圖對胡佛總統號做最後的撈救作業，然而經全力嘗試後，該船最終被推定全損，最終胡佛總統號在運走重要的物品和人員後，以500,000 美元的價格賣給了「北川打撈株式會社」。日方在接下來的三年後才拆解船體。
事後，美國民眾因感念島民奮勇救人義舉及紀念胡佛總統號，特地向美國紅十字會捐款，於中寮村附近建造綠島燈塔。 綠島燈塔是由日本工程師設計，由當地島民於1939年建造，高33.3公尺（109英尺）。
由於胡佛總統號擱淺的水域至今還有留下部分文物及殘骸，當代，文化部文化資產局將該地區列為重要水下文化資產保護場域，並在2020年7月於沉船遺址處設立臺灣第一座水下遺址告示牌，並研討將水下資源做為觀光發展的後續維護。

## 外部連結
- Photo: Turbo-Electric Passenger Liner President Hoover
- "America's Finest For Transpacific Service" (August 1931 feature article on ship with photos)
- "A New Spirit in the Architectural Treatment of Passenger Accommodations" (August 1931 feature article, pages 317–326, on ship's passenger spaces with photos)
- "Outfitting A Modern American Liner" (series of pieces, pages 327–339, on ship equipment and systems, photos)
- Ship profile & plans